# Eisenach Challenger 1994
L'Eisenach Challenger 1994 è stato un torneo di tennis facente parte della categoria ATP Challenger Series nell'ambito dell'ATP Challenger Series 1994. Il torneo si è giocato a Eisenach in Germania dal 4 al 10 luglio 1994 su campi in terra rossa.

## Vincitori

### Singolare
Lars Rehmann ha battuto in finale  Thomas Gollwitzer con il punteggio di 6–1, 1–6, 7–6

### Doppio
Brendan Curry /  Luis Lobo hanno battuto in finale  Marcelo Charpentier /  Miguel Pastura con il punteggio di 5–7, 6–1, 6–3